# ブレ＝モゼル
ブレ＝モゼル （Boulay-Moselle）は、フランス、グラン・テスト地域圏、モゼル県のコミューン。しばしばBoulayと短く呼ばれる。A4が通る。

## 歴史
1184年にはBolleiと呼ばれていたブレは、ブレ伯爵の本拠地だった。ブレ領主はロレーヌ公の称号の1つだった。三十年戦争時代には、コンデ公が攻撃している。
1669年、ブレに住むユダヤ人ラファエル・レヴィは、ユダヤ教の新年を祝うためキリスト教徒の幼児を殺害したという濡れ衣をかけられた（血の中傷）。彼は拷問にかけられた末、メス高等法院の法廷で裁かれ、火刑に処された。
モゼル県の他コミューン同様、ブレは1871年から1918年までドイツ帝国領であった。ドイツ語名ボルヒェン（Bolchen）として、エルザス＝ロートリンゲン州の小郡庁所在地となった。第一次世界大戦中、ブレで徴募された兵士たちはモゼル県出身の大半の兵士たちと同じく、ドイツ帝国の旗の下で戦った。1918年にフランスにブレは復帰した。しかし第二次世界大戦勃発とともにドイツに再占領された。ブレの町の大半は、11月にザールラントへ進軍してきたジョージ・パットン将軍率いるアメリカ第3軍によって破壊された。町が解放されたのは1944年11月27日であった。

## 人口統計
2016年時点のコミューン人口は5604人で、2011年時点の人口より7.29%増加した。
| 1962年 | 1968年 | 1975年 | 1982年 | 1990年 | 1999年 | 2006年 | 2016年 |
| ------ | ------ | ------ | ------ | ------ | ------ | ------ | ------ |
| 2985   | 3314   | 3830   | 4336   | 4422   | 4374   | 4670   | 5604   |

参照元:1962年から1999年までは複数コミューンに住所登録をする者の重複分を除いたもの。それ以降は当該コミューンの人口統計によるもの。1999年までEHESS/Cassini、2006年以降INSEE

## 姉妹都市
- メンゲン、ドイツ